# 1556 en science
| Années de la science : 1553 - 1554 - 1555 - 1556 - 1557 - 1558 - 1559    |
| Décennies de la science : 1520 - 1530 - 1540 - 1550 - 1560 - 1570 - 1580 |

Cet article présente les faits marquants de l'année 1556 en science.

## Événements
- 23 janvier : un gigantesque tremblement de terre en Chine fait plus de 830 000 victimes (Shaanxi, Gansu, Shanxi)[1].
- 27 février-22 avril : une grande comète est observée en Europe. Elle passe au périhélie le 22 avril. Elle est observée en Chine jusqu'au 10 mai[2],[3].

## Publications

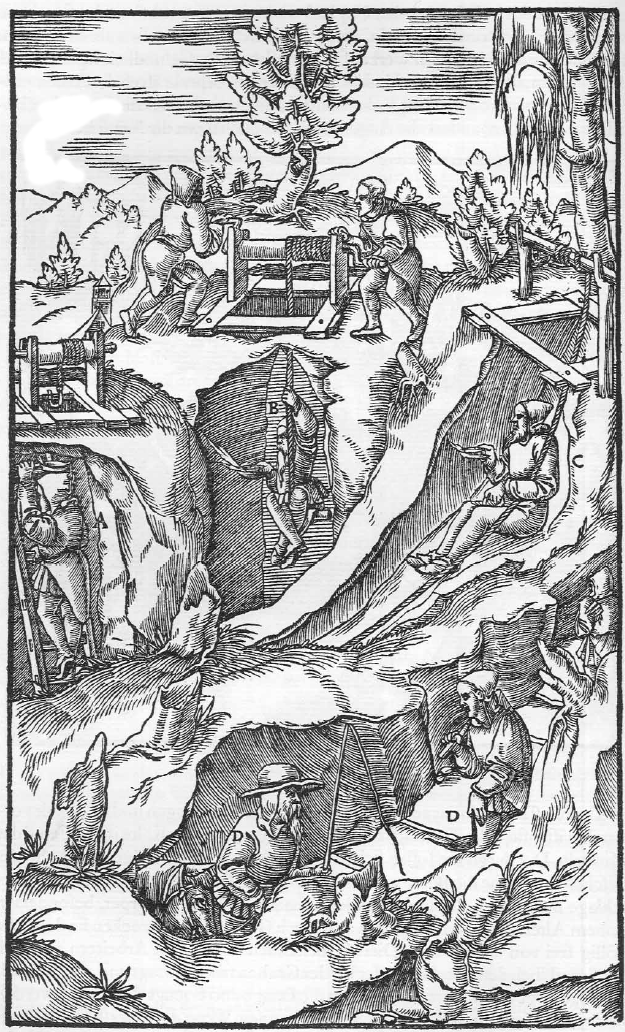
Gravure de De re metallica

- Georgius Agricola : De Re Metallica, 1556[5] ;
- John Caius : Compte rendu de la suette en Angleterre (Account of the Sweating Sickness in England), Londres, 1556, 1721, (intitulé De Ephemera Britannica) ;
- Oronce Fine :
  - De rebus mathematicis, hactenus desideratis, libri IIII. Quibus inter caetera, circuli quadratura centum modis, & suprà, per eundem Orontium recenter excogitatis, demonstratur. Paris, Michel Vascosan, 1556, posthume,
  - De re & praxi geometrica, Libri tres, figuris & demonstrationbus illustrati. Vbi de Quadrato geometrico, & virgis feu baculis mensoriis, necnon aliis, cum mathematicis, tum mechanicis Lutetiae : Apud AEgidium Gourbinum, 1556, posthume,
- Guillaume Rondelet : Methodus de materia medicinali et compositione medicamentorum Palavii, 1556 ;
- Joannes Stadius : Ephemerides novae et exactae Joannis Stadii, ab anno 1554 ad annum 1570, avec une Epistola de Gemma Frisius et le Hermetis Trismegisti Iatromathematicum traduit par Joannes Stadius, héritiers A. Birckmanni, Cologne, 1556 ;
- Niccolo Fontana Tartaglia : Il general trattato di numeri et misure, 1556-1560.
- Martín de Azpilcueta : Comentario Resolutorio de Cambios, avec  la théorie quantitative de la monnaie.

## Naissances
- Sophia Brahe (morte en 1643), sœur et assistante de Tycho Brahe.

## Décès
- Jean Magnien, mathématicien français.